# William Waldegrave
William Arthur Waldegrave, baron Waldegrave of North Hill (ur. 15 sierpnia 1946) – brytyjski arystokrata i polityk, członek Partii Konserwatywnej, minister w rządach Margaret Thatcher i Johna Majora. Jest młodszym synem Geoffreya Waldegrave'a, 12. hrabiego Waldegrave i Mery Grenfell. Młodszy brat 13. hrabiego Waldegrave.
Wykształcenie odebrał w Corpus Christi College na Uniwersytecie w Oksfordzie. Obecnie jest członkiem oksfordzkiego All Souls College. W 1979 r. został wybrany do Izby Gmin jako reprezentant okręgu Bristol West. W 1981 r. został parlamentarnym podsekretarzem stanu w ministerstwie edukacji i nauki, a w 1983 r. w ministerstwie środowiska. W 1985 r. został ministrem stanu w tym resorcie. W 1988 r. został ministrem stanu w Foreign Office.
W listopadzie 1990 r., tuż przed ustąpieniem Margaret Thatcher  został ministrem zdrowia. Pozostał na tym stanowisku, po objęciu urzędu premiera przez Johna Majora. W 1992 r. został Kanclerzem Księstwa Lancaster. W 1994 r. został ministrem rolnictwa, rybołówstwa i żywności, a w 1995 r. naczelnym sekretarzem skarbu. Funkcję tę pełnił do  przegranych przez siebie wyborów w 1997 r.
Od 1999 r. zasiada w Izbie Lordów jako baron Waldegrave of North Hill. Jest członkiem Tory Reform Group oraz przewodniczącym Rhodes Trust.
Jest żonaty z Caroline Waldegrave, ma z nią syna Jamesa i córki Katherine, Elizabeth i Harriet.